# جایزه ادبی سعدی
جایزه ادبی سعدی همه ساله در اولین روز ماه اردیبهشت روز بزرگداشت سعدی برگزار می‌شود. اهدای این جایزه بین‌المللی به منظور توسعه و تعمیق روزافزون زبان و ادب فاخر فارسی در کشورهای پیرامون ایران، منطقه قفقاز و آسیای میانه است.

## برندگان

### دوره اول
- محمد نوری عثمانف از داغستان[۲]

### دوره دوم
- زیب‌النسا بیگم
- کبیر احمد جائسی
- نیر مسعود رضوی[۳]

### دوره چهارم
- محمد یوسف نویسنده کتاب ادبیات هند و ایران در آغاز دوره گورکانیان زمان بابر شاه و همایون
- نبی هادی نویسنده تاریخ ادبیات هند و ایران (به زبان انگلیسی)
- انوار احمد، نویسنده تأثیر حافظ بر شعرای فارسی هند
- آذرمیدخت صفوی
- منیب الرحمان، ترجمه اشعار نیما یوشیج به زبان انگلیسی
- محمد مرسلین دانشیار دارای کتاب آموزش زبان فارسی به نام گل‌های نو[۴]

### دوره پنجم
- ادریس احمد
- عبدالسّبحان
- شریف النّسا بیگم انصاری
- چندرشیکهر
- بلقیس فاطمه حسینی
- حسن عباس[۵]